# Klaus Wagenleiter
Klaus Wagenleiter (* 5. Juni 1956 in Heidenheim an der Brenz) ist ein deutscher Jazzpianist und Musikproduzent.

## Leben
Nach seiner  Schulzeit am Hellenstein-Gymnasium Heidenheim hatte Wagenleiter von 1977 bis 1979 Privatunterricht an der Hochschule für Musik und Darstellende Kunst Stuttgart und war zur gleichen Zeit als Pianist und Arrangeur am Staatstheater Stuttgart tätig. Mit seinem Trio spielte er bei Festivals in Stuttgart, Heidelberg und Frankfurt am Main, bevor er von 1980 bis 1982 am Berklee College of Music studierte. In Boston spielte er mit Mike Stern, Bob Mover und Alan Dawson. 
Zurück in Deutschland arbeitete er für Erwin Lehn, Dieter Reith und Charly Antolini, spielte aber auch mit Wolfgang Schmid, Anne Haigis, Toots Thielemans, Rainer Pusch, Gustl Mayer und Biréli Lagrène, mit dem er zwei Alben aufnahm und auf internationale Tournee ging. Daneben gründete er ein eigenes Trio, dem zeitweilig Thomas Stabenow und Harald Rüschenbaum, später Markus Bodenseh und Michael Kersting angehörten und mit dem mehrere Alben erschienen. 
Ab 1991 war er als Pianist der SDR Big Band/SWR Big Band tätig, wo er zunächst auch für die „Tanzparty“-Alben des Klangkörpers verantwortlich zeichnete. Gelegentlich fungierte er auch als musikalischer Leiter der Formation und arrangierte für sie. Weiterhin nahm er mit Gabriele Hasler, Ernie Watts, Bill Ramsey und Wilson de Oliveira auf. Udo Jürgens, Ute Lemper und Mario Adorf begleitete er auf ihren Tourneen. Er ist auch im Studio als Keyboarder, Sänger und Produzent tätig und auf mehr als 130 Alben zu hören.
Außerdem lehrte Wagenleiter zwischen 1998 und 2021 als Dozent an der Hochschule der Künste Bern.

## Lexigraphische Einträge
- Martin Kunzler: Jazz-Lexikon. Band 2: M–Z (= rororo-Sachbuch. Bd. 16513). 2. Auflage. Rowohlt, Reinbek bei Hamburg 2004, ISBN 3-499-16513-9.